# 魔法少女網站
《魔法少女網站》（日语：魔法少女サイト）是佐藤健太郎所繪畫的日本漫畫作品，於秋田書店漫畫網站《Champion tap!》上連載，2017年10月從《Champion tap!》移至漫畫雜誌《週刊少年Champion》繼續連載，《Champion tap!》則開始連載同作品的外傳漫畫《魔法少女網站Sept》，並宣佈改編電視動畫，於2018年4月播放。已確認是末日的魔法少女的後續。

## 故事簡介
一名女初中生朝霧彩，在學校每天被同學欺凌、在家中又被哥哥虐待，在她精神幾乎崩潰之時，被一個名為「魔法少女網站」的詭異網頁選中，獲得了所謂的魔杖與魔法力量。某天彩又被同學霸凌時，她意外使用了魔杖的力量，導致同學瞬間位移，在異地淒慘死去。
爾後結識了同為魔法少女的奴村露乃，兩人發現「魔法少女網站」的重重疑點與自相矛盾的訊息，同時暗處的狩獵者正伺機行動。
而這個魔法少女手杖的能力並非能夠無限使用，使用一次使用者的壽命就會減少，當魔法少女手上的紋章完全消失時魔法少女就會死去。彩使用了魔法之後開始出現時空位移現象，還遇到數名同她一樣的魔法少女，而且網站還顯示著意義不明的時間倒數。於是彩連同另一位同為魔法少女的同學奴村露乃，一起去戰鬥和解開這個網站的謎團。
故事的設定中一共有18個魔法少女網站，有18個網站管理人也就是至少存在18位或更多的魔法少女，儘管主角意外殺死了同學而擁有罪惡感，但其他的魔法少女也在搶奪魔杖而爆發彼此之間的衝突。

## 登場角色

### 魔法少女
朝霧彩（聲：大野柚布子）
都內中學就讀的初中二年生。心地善良，但不善交際，自信心低落。擁有一頭烏黑柔順的秀髮，曾被同學稱讚其髮質保養得好。
在學校長期受到雫芽同學和其他女生欺凌，在家裏也要接受兄長虐待和父親的冷眼，每天過著如死人一般的生活，甚至想一了百了。
但在某天，離奇的『魔法少女網站』的管理人賜予她神奇的槍型魔杖，成為了魔法少女，但原本對魔杖抱有懷疑不敢隨意使用；但在一次自身即將遭性侵的關頭，情急之下使用魔杖並將要侵犯自己的學長和同班同學貝島惠理香傳送到鐵路上，兩人皆遭輾斃。
事後害怕不已，本已脆弱不堪的精神更每況愈下。因死去的其中一人為紗理奈的好友，加上當下彩也在現場，遭雫芽拖進廁所逼問，並意圖對彩動用私刑，後同樣擁有魔杖的奴村使用魔法解救命在旦夕的彩。
後和奴村發展出合作關係，並一同調查魔法少女網的來龍去脈；雖然獲得了魔法的力量，但因第一次使用魔杖時不愉快的經驗，導致在緊要關頭時因鐵路事件的影響而動搖，奴村也對彩的這點沒轍。
後與奴村發展出同性間的愛情，並誓約要永遠在一起。
漫畫第一部最後一次與管理人戰鬥後不能再說話。透過清春的魔杖來和清春溝通，再由清春傳達給其他人。
漫畫第一部最後一次襲擊管理人的行動中為挽回即將全員陣亡的局勢，奴村使用了最後的壽命暫停時間，而彩在那時候使用了魔杖將其他還有氣息的人移至安全的地方並且用小雨的魔杖治療，有著「想守護大家」的意念使魔杖進化了
與奴村露乃是雙胞胎姐妹，兩人的生母生下她們後過世、生父下落不明，兩姐妹在不知道對方的情況下被各別領養，她們的出生時間剛好是換日的午夜十二點，因此彩是姊姊、露乃是妹妹，兩人的生日相差一天（實際上只有幾分鐘）
持有手槍型魔杖，槍口形狀特殊為愛心型，能將目標瞬間移動到使用者所想的地方(或潛意識中重要的地點)。漫畫第二部開始後，因為想守護大家的意念促使魔杖激發力量進化，使魔杖能力也能把非實物(如記憶及壽命)轉移到任何人身上，更可以有傳送空間等能力以及把管理員中的「魔法少女」剝離。
東京都出生，生日4月8日，年齡14歲。興趣為閱讀，喜歡毛絨絨的小動物。愛吃的食物是巧克力和肉類；不擅長運動及人際交流。
奴村露乃（聲：茜屋日海夏）
彩的同班同學，魔法少女之一。感情不容易流露，面部表情較為貧乏，但亦有露出微笑的時候。雖平常總帶著一股漫不經心的氣質，作風卻深思熟慮；對世界感到絕望，不太看重自己生命價值。動畫版髮色為淡金色。
在校的出缺席不規律，有時會連續幾天未到校；是個夜貓子，即使在班上出席時也在補眠，有著維持坐姿也能入睡的特技。曾被彩的母親稱讚其家教。
早已暗中注意彩及欺凌彩的雫芽等人，在彩即將遭雫芽拿美工刀傷害時使用魔杖將時間暫停，反過來利用刀具劃傷雫芽的頸部，製造成自殺事件。
孤獨一人生活，更有着不幸的過去。幼時父母遭闖入家中的強盜殺害，自此改變開朗的個性，念念不忘替家人報仇。獲得魔杖後捕獲當時殺害父母親的強盜並將之束搏在自家中，並以不會立刻致死的拷問手段折磨。
被穴澤虹海取了「露露乃」的綽號，但本人討厭穴澤這樣叫她。因連續使用了複數的魔杖多次，壽命早已將接近極限，小雨預估只剩幾天可活。
最後於一次襲擊管理人的行動中為挽回即將全員陣亡的局勢，使用了最後的壽命暫停時間，而彩在那時候使用了魔杖將其他還有氣息的人移至安全的地方並且用小雨的魔杖治療，但本人則因耗盡壽命死去；後遺體化為煙塵消散。
已經變成先前魔法少女們殺死的管理員「貳」，後在最終決戰被彩與紗里奈救回，把靈魂與管理員軀殼分開，目前陷入沉睡狀態。
與朝霧彩雙胞胎姐妹，兩人的生母生下她們後過世、生父下落不明，兩姐妹在不知道對方的情況下被各別領養，她們的出生時間剛好是換日的午夜十二點，因此彩是姊姊、露乃是妹妹，兩人的生日相差一天（實際上只有幾分鐘）
魔杖是智能手機，能力是使時間停頓及回溯，在時間停止的時間內目標無法留有這段時間內的記憶；亦能自由選擇停頓時間的排除對象。
神奈川縣出生，生日4月9日，年齡14歲。興趣為游泳、玩電動遊戲和睡眠。愛吃的食物是酸奶、蜂蜜及蔬菜類。不擅長早起。
雫芽紗理奈（聲：山崎遙）
彩的同班同學，故事起始時霸凌彩的不良少女之一。動畫版髮色為橙紅色，束著細雙馬尾(住院期間改成紮著一條三股辮垂落左肩)，也有放下頭髮的時候。有時會露出虎牙。
在彩轉校來自己的班上時原本對彩的態度還很友善，但因彩不善人與人之間的交流讓雫芽有所誤解，此後便時常性的霸凌彩來取樂。
自死黨貝島惠理香因意外死亡後極其憤怒，將矛頭指向朝霧並將其拖進廁所打算動用私刑，後因奴村停止時間的能力遭自己持著的美工刀狠狠劃傷了頸部，隨後遭校方緊急送醫。頸子也從此留下明顯的疤痕。
在醫院中的治療傷勢穩定下來，然而在一次偷聽彩和奴村來醫院探望同樣入院的潮井時的對話中，更切確得知奴村就是劃傷自己頸子的兇手；這時遭遇了莫名出現在病房中的網站管理人「漆」，並被漆聳恿向彩及奴村復仇，後被賦予了魔杖與接替潮井未完成的魔杖回收工作。
出院後仍出席學校，但剛好遇到穴澤虹海轉入班上，將潮井就是殺害穴澤摯友的情報提供給穴澤作為復仇行動的依據，並闖入奴村家中施展魔杖，與為保護奴村的彩展開交戰；因戰鬥過程猛烈導致奴村宅邸崩塌，在即將遭破裂的天花板碎片砸中時被彩的魔杖傳送到學校班上而保住性命。
成功找到保管裝有魔杖的袋子後遭管理人找上，準備提交魔杖時詢問漆魔法少女網站論點的矛盾，遭為了滅口的漆擊殺身亡。後被擁有預知事件能力的禍沼愛麗絲在事前攔下而躲過劫難。後期穿著除了原先的學生服之外還在裙子下穿著黑色褲襪。
持有從網站管理人那直接給予的溜溜球型魔杖，在抽拉溜溜球時能放出類似鐮鼬的斬擊波，能乾淨俐落的切削任何物體，相當具有攻擊性。
在暴風雨前夕，親眼目睹其母親被管理員肆壓死後，亦對姐姐在暴風雨中精子化而無能為力，決心和彩與存活下來的管理員進行最終決戰，但慘被拾陸用斧頭重擊，身體接近撕裂。但瀕死間利用防禦魔杖封著管理員的行動，最終給予彩機會把管理員的人類靈魂從空間裏拉出，並救下露乃與愛炭路易絲。説過「這是自己給彩第一份禮物，也是最後一份禮物。」後紗里奈也為自己贖罪而化成黑色煙霧消失。
東京都出生，生日4月25日，年齡14歲。興趣為逛街購物和觀賞電影。運動神經相當敏銳靈活，在與彩的戰鬥中表露無遺。喜歡的食物是甜甜圈及碳酸飲料。不喜歡自己的虎牙。
潮井梨奈（聲：鈴木愛奈）
魔法少女之一，留著類似瓜皮頭的瀏海，臉頰上有些許雀斑。對自己的長相感到自卑，性格亦有陰暗的一面，為了達成目的可以暗箭傷人且豪不愧疚。
與奴村露乃相識，擅長資訊及情報的蒐集與交流，有一段時間與奴村是合作關係，負責聯繫、記錄新出現魔法少女的情報。
使用自己的魔杖改變身分容貌，進行著網站管理員交付的魔杖回收任務，並廣泛的使用遭殺害少女的魔杖，被稱為「魔法少女獵人」，失蹤前曾傳送魔法少女獵人的照片給露乃(實際上是假的照片)要其當心，企圖有朝一日能獲取她的智慧型手機魔杖。
因使用魔杖轉變容貌，性情變的狂妄，而獵殺魔法少女的工作異常順利使潮井毫不顧忌地揮霍有使用限制的能力，導致自身陷於壽命耗盡的危險，正要說出有關暴風雨的事情時吐血昏倒、送往醫院後被雨谷小雨的能力所救。
殺害了穴澤虹海的摯友而遭虹海盯上；後期維持的外貌為雫芽紗理奈姐姐的樣子，動畫版髮色為粉紅色。曾被雫芽吐槽違和感太重叫其換成別的相貌，但本人很滿意現狀的相貌及身材，並不打算換掉。
被奴村私底下稱為「行事不經大腦的笨蛋」。
持有五種以上的魔杖，皆為殺害別的魔法少女後奪來的，以下為潮井持有的魔杖簡介：
法杖型魔杖
能放出電擊的魔杖，為潮井最常使用的魔杖。原持有者為一名叫小波宇的少女，已死亡。在後期為最常使用的魔杖。
筆型魔杖
能在使用者周圍張開方型的屏障壁，一切攻擊皆無效，即使是像虹海這樣持有能控制他人意識的魔杖，只要待在屏障裡就不會受到影響。原持有者為虹海的朋友三門，已死亡。
榔頭型魔杖
為潮井梨奈原持有的魔杖，毫不費勁就能輕易破壞物體的魔杖，法杖、筆型魔杖的原持有者皆被此魔杖所殺害，彩遭潮井盯上時也差點命喪槌下。
能將別支魔杖的效果在他處發動的魔杖
外觀像是某種地雷的魔杖，另附有一隻握柄按鈕，曾被奴村搭配筆型魔杖使用以保護臥床中的潮井。
照相機型魔杖
初期使用的魔杖之一，能將鏡頭聚焦於目標按下快門便能將自身相貌、身型 、衣裝改變成目標的模樣；目前尚未知道能否變身成人以外的動物。
東京都出生，生日12月8日，年齡13歲。興趣為觀賞動畫、玩網路遊戲。喜歡吃的食物是煎餅和酪梨。擅長情報搜集。害怕昆蟲、討厭自己原本的長相而很少出門，但用魔杖獲得理想中的樣子後變得經常外出。
穴澤虹海（聲：芹澤優）
魔法少女之一。原為美少女偶像團體「狗狗玩耍」成員，後為調查殺害摯友的兇手而宣布退出演藝事業，並轉入彩及奴村的班上就讀。
動畫版髮色為深天藍色，在頭兩側的太陽穴上方處一邊各繫著馬尾；平常對外的表現開朗充滿活力，但一提到朋友被殺的事個性便會大逆轉，情緒變得黑暗且有些歇斯底里；本人稱在當下自己的心中結出毒蘋果。
小時候喜愛登台表演，未來的夢想就是成為偶像。但家境清貧，其父又身懷巨額債務而自殺，家中經濟頓時無著落，以此為契機獲得魔法少女網站的魔杖。後在好友三門的鼓勵下參加了藝能選拔秀，並獲得了青睞。家中經濟也因穴澤演藝事業的成功獲得改善。
為了親手為朋友報仇，與雫芽達成某種合作關係，成功找到負傷住院中的潮井梨奈，卻在準備動手時被潮井掠奪的其中一支能發動屏障的魔杖阻隔在外。
在一次登門拜訪彩家中時邂逅了彩的哥哥要，並對其瘋狂的迷戀；後遭要設計奪走魔杖，意識也被控制住，但仍對其抱有扭曲的愛慕之情，直到朝霧要顯露真正的企圖和本性為止。
由於不小心將魔法少女的藏身之處洩露出去而被找上門來，遭要持燐賀紗雪的武士刀型魔杖砍傷，在瀕死之際憑藉著僅剩的力量，用敲碎玻璃瓶的鋒口刺入並擰破要的咽喉；因傷勢過於嚴重，隨後面帶微笑地安然逝去；得年14歲。
持有的魔杖為內褲型魔杖「魔服」，對別人下達指令後能操控對方的行動，即使在違背對方意志的情況下同樣起作用；能因使用者命令的強弱達到屏除被操控者意識的地步，甚至能做到消除對方記憶的力量。
青森縣出生，生日7月5日，年齡14歲。興趣為唱卡拉OK、洗澡和跳舞。喜歡蘋果、小狗和喝珍珠奶茶。擅長帶著自然的微笑和任何人說話，但不擅長烹飪食物。極為重視朋友之間的關係。

#### 小雨之後的魔法少女
雨谷小雨（聲：原由實）
聖甲南中學2年級，魔法少女之一。白髮，留著妹妹頭的髮型，戴著遮住左眼的眼帶，左側瀏海束有蝴蝶結；脖頸上戴著墜有心型墜飾的哥德式頸環，懷裡總是抱著一隻小兔子的布偶。眼瞼帶有些許陰影。
個性安靜，臉上總是掛著沒甚麼精神的表情；思考方式較為消極，有著割腕的習慣，兩隻手臂上總是帶著密集的割痕；碰到突發事件時會陷入恐慌，精神狀況也會變得不穩定，靠著服用藥物類來抑止病情；曾被潮井梨奈稱其為「精神病女人」。
和水蓮寺為同班同學。使用自己魔杖的能力將潮井的身體狀況稍微復原了一些，並引介自己熟識的魔法少女們與彩等人合作一同獵捕網站管理人。
經醫院檢查出身體內罹患難以治癒的腫瘤，推估只能再撐半年左右，以此為契機收到網站發來的魔杖，成為繼水蓮寺清春後班上第二位魔法少女。
經常出入燐賀紗雪家燐賀組的宅邸，相當受組員們的喜愛。
持有美工刀型魔杖，劃傷自己身體後將所流出的血液滴入傷者口中能回復傷勢，但對於瀕死者或是身體過於早衰的魔杖持有者效果有限。本人也曾說過若不是因自己有自殘的傾向，否則換做別人是很難使用這支魔杖的。
神奈川縣出生，生日11月6日，年齡13歲。興趣是蒐集絨毛布偶、觀看動畫、自殘、睡眠和上網購物。擅長縫紉。喜歡吃和菓子之類的甜點。不擅長早上起床。
燐賀紗雪（聲：M·A·O）
聖甲南中學3年級，魔法少女之一。某黑道團體「燐賀組」組長的女兒，留著標準的姬髮式長髮，丹鳳眼，個性沉著。
中學一年級時遭敵對黑幫「我照院組」綁架並囚禁起來，後從被遺留在房間內的智慧型手機上取得網站管理員送來的太刀型魔杖，並看準時機斬殺了我照院組的兩名成員；紗雪的母親趕到現場後將未死透的敵對組員補上最後一刀，並心甘情願地替自己的女兒承擔此命案事件遭警方逮捕。
因雨谷小雨的介紹和泉峰美佳里等同校的魔法少女加入獵捕網站管理員的共同戰線。似乎對時下流行的用語詞彙不甚了解。
在家中經常打坐和保養刀具，本人所練成的劍術堪稱絕技，往後在獵捕管理員的行動中是重要的戰力。
持有武士刀型魔杖，擁有將刀刃所碰觸之物(如無型質的水乃至一般的有機物)固化並加以斬破的能力，现在通过纱雪的强化，可通过燃烧寿命将斩断之物慢慢硬化，最终将其变成石头。
後來在與伍進行劍術對決後與其同歸於盡
東京都出生，生日4月14日，年齡15歲。興趣是練習劍道、射箭及跆拳道等武術，也喜歡茶道和閱讀。擁有很好的運動神經。懼怕閃電和狗。
泉峰美佳里（聲：本渡楓）
聖甲南中學3年級，魔法少女之一。為自美國移民日本企業家的千金小姐。長髮燙捲成四股雙螺旋狀的髮型，眉毛形狀為特殊的心型。個性活潑。
在一次和父母外出購物時於街上遇到殺人狂，雙親不幸遇難，以此為契機獲得網站給予的魔杖；從此由年老的管家山井負責照顧及擔任監護人。有好幾處度假及普通生活的別墅，甚至擁有專用於通勤的直升機。非常喜歡捉弄管家山井。
在雨谷小雨的介紹下和奴村等人合作參與捕抓網站管理員的行動；因其魔杖的特性經常被用於運送人員。有一段時間提供遺失魔杖的奴村及潮井住宿，但伙食的分量(法國菜)似乎不能滿足潮井的食量。
在一次突襲網站管理員「拾肆」的行動中因不知「拾肆」擁有分身的能力，遭管理員射出的光束擊穿頸部及太陽穴而身亡。
持有掃帚型魔杖，乘坐上後能如魔女般的在空中飛行，也可搭載別人，目前最高承載人數為四個人。
美利堅合眾國出生，生日1月1日，年齡14歲。興趣是從事水上活動、花錢購物和戲弄管家。喜歡出國旅行和甜的食物。不擅長做家務。喜歡的名人有布魯斯·威利和傑森·史塔森。
水蓮寺清春（聲：松井惠理子）
聖甲南中學2年級，魔法少女之一。是跨性别女性（官方网站介绍称为“男の娘“，即伪娘）。戴著有如兔耳般兩側下垂的長髮帶。
其臉蛋清秀、身形纖細，以女性的形象出现毫無違和感，但也因其性别认同和表达在學校遭同學鄙視、排擠；和雨谷小雨為同班同學，在得知小雨同為魔法少女後便經常與之聯繫。
有著毒舌的一面，曾因泉峰美佳里調侃「網站管理員也會找錯人」導致兩人關係緊張；發表過將來會讓那些欺凌自己的人在不久的將來遭到報應的宣言。
因其持有魔杖的特性負責監控魔法少女們的動向及狀況，在網站管理員開始殺戮魔法少女時第一時間進行意識通訊對魔法少女們示警。
善於洞察局勢，並做出最適切的行動。在一次用魔杖操控瀧口旭營救穴澤虹海的行動中，反遭彩的哥哥使用穴澤魔杖的能力將更強的指令蓋過瀧口接收的指令，被高速奔來的瀧口一拳貫穿身體。後在小雨的魔杖治療下挽回生命。
持有戒指型魔杖，能將接觸過的人身份記錄下來往後進行感官上的鏈接，並同步感知對象的五感及生命狀況；也能進一步操控被接觸人的行動，被操控者無法保留這段時間的記憶；使用範圍相當廣泛，被小雨稱為「最兇惡的魔杖」。
靜岡縣出生，生日11月12日，年齡13歲。興趣是購物、戲劇欣賞及了解美容與時尚的各種事物。喜愛自拍。善於交際。不擅長應付恐怖片和昆蟲。
瀧口旭（聲：Lynn）
高中1年級，魔法少女之一。相貌端正、容姿端麗有如模特兒的長髮少女，髮質略鬈，眼睫毛較濃密。平時的打扮帶有些辣妹風格。
網站管理員陸續殺害魔法少女後不久即遭管理員「捌」偷襲，靠著魔杖及時躲過捌持武士刀的攻擊，僅臉頰右側遭輕微劃傷；在水蓮寺清春聯繫不知名的12位魔法少女中僅自己和禍沼愛麗絲兩人倖存。後與雨谷小雨等人一同行動。
被水蓮寺操控意識及身體行動闖入虹海家營救遭朝霧要控制意識的穴澤，卻反遭虹海用麻繩勒頸而中斷行動，後被朝霧要重新下達指令而受控制，使用魔杖快速奔至水蓮寺所在地並一擊貫穿水蓮寺身體。恢復自我意識後對眼前所發生的事極度驚惶。
本人曾對水蓮寺表示過困擾，不希望隨意被操縱身體行動
持有項鍊型魔杖「魔飾」，效果是能大幅強化身體，讓身體瞬間加速，本人經常搭配拳頭進行快速攻擊。加強後的能力速度可以超越「時間」。而在第二部第66話避免遭管理員「貳」的時間停止能力而全軍覆沒，把全員帶到「零」之下，最後過度使用死亡。
埼玉縣出生，生日9月28日，年齡15歲。興趣是做指甲美容、逛街購物、唱卡拉OK和觀賞摔角節目。喜歡澀谷及運動。不擅長星期一時起床和替自己化妝。
禍沼愛麗絲
中學3年級，魔法少女之一。真名為美炭愛麗絲，為美炭貴一郎的妹妹。
持有掀蓋式手機型魔杖，效果是能回朔時間。
動畫版有關她的戲份全刪、改動，沒有登場。在第12話尾端出現在照片中。

#### 第二部登場的魔法少女
湖村花夜
第二部的女主角，美鷹市第八中學二年級學生，留著長度及頸部的短鬈髮。
兩年前自己的親妹妹遭三名不良少年輪姦後慘遭殺害，其身為刑警的父親為了報復成功逮到肇禍的三名少年並將三人割頭殺害，後其父因殺人罪遭逮捕，且死刑定讞；此案稱為「黄金井市少女命案事件」。
因前述事件導致花夜在學校被排擠，遭人嘲諷是「殺人鬼的女兒」，本人則是靠著極強的精神力默默忍受一切針對自己的誹謗及羞辱，並告誡自己絕不要重蹈覆轍父親所做的事而忍耐著殺意。在一次自己生日當天收到了母親親手製作的生日蛋糕，但其母因經歷了失去女兒及丈夫殺人等事心神過度疲勞昏倒在家，送進醫院後仍昏迷不醒，經過了一整天學校內的折騰回到家卻發現母親進了醫院，在返家的路途中情緒崩潰大哭，以此為契機隨身攜帶的手機出現了魔法少女網站的畫面，並從管理人「漆」那裏獲得魔杖，同時得到了黑暗的「殺戮名單」。
在一次特殊的狀況下得知同班同學酒木同樣是魔法少女，兩人也察覺到了所謂的「網站」事有蹊蹺，決定聯手調查網站的真面目，並透過殺戮名冊上的照片一一接觸了擁有各式能力的魔法少女們。
後得知刑事美炭可能掌握網站的線索，於是與其交涉，卻意外引出了網站管理人漆，雖僥倖逃脫但性命安全已無從保障，最後在自知無法躲過管理人的追殺，且考慮到不連累家人的前提下使用了之前蒐集到的能複製一切勿體外觀的魔杖功能，仿製出和自己及酒木一模一樣的兩具屍體，並將其從學校樓頂扔下，偽造成和酒木一同跳樓自殺的假象；後假的魔杖被美炭回收交給「漆」。後與酒木櫻以穿著連帽外套把臉遮住的模樣出現在梨奈以及清春等人的面前，被梨奈認出花夜跟櫻是她還沒成為魔法少女獵人時所接觸過的兩位魔法少女。並且質疑兩人明明已經死亡，花夜表示屍體與魔杖都是她複製出來的。
有著一名從小就相識的青梅竹馬拓也，經常關心花夜。
持有化妝盒型魔杖，能拷貝使用者接觸過之魔法少女的能力，並記錄在盒子內的按鈕上；最多能記錄十種能力，且使用其中一項能力後記錄便會消失無法重複使用。
酒木櫻
花夜的同班同學，身材異常嬌小、留著膨膨頭狀長髮的女孩子；沉默寡言，善於剖析局勢概況，且發言往往一針見血，平常有畫漫畫的愛好。
花夜的熟識拓也遭綁架後出現在場並用自己的魔杖將梅麗莎及其黨羽擊昏，在與花夜協商後決定一同調查網站隱藏的目的;後經常與花夜聯絡一同調查魔法少女網站的情報。
在一次和花夜訪查魔法少女們的行動中遇到了還未改變樣貌前的朝井梨奈，當下即察覺朝井心懷不軌並對其有所警惕。
幼時父親在返家途中溺水死亡，但死亡的原因不單純，因此事件拿到了魔杖。
喜歡吃甜食(如蛋糕)，作息不規律，經常睡到很晚。
持有遊戲控制桿型魔杖，觸按把柄上的按鈕能放出衝擊波，似乎可因觸發不同的按鈕調整衝擊強弱，最大威力能將牆壁擊凹。
霰矢冬子
在第二部第7話結尾登場，留有一頭漆黑及腰長髮，舌頭前端分叉似蛇舌。
魔杖並非透過網站管理人給予，而是在一年前，從謎樣人物「A」所獲得，並不清楚魔法少女網站的事情，順著「A」說的「我也會把魔杖給其他像你一樣不幸的少女......」而找上湖村花夜，攻擊湖村是因為正在尋找治療型的魔杖，希望能夠治癒因火災而嚴重燒傷的弟弟，後期幫助湖村及酒木一同尋找「A」，提出假扮「A」與美炭貴一郎見面，並在交談中得知「A」早已死去，後來被身後的網站管理員「漆」射穿頭部當場死亡。
持有指揮棒型魔杖，為攻擊型的魔杖，能夠給予強大的物理性破壞。
露易絲
失跡人口，魔法少女之一。真名為美炭露易絲，為美炭貴一郎和禍沼愛麗絲的妹妹。
持有笛子型魔杖 ，效果未明。
出現在禍沼愛麗絲的回憶中，比兄長美炭貴一郎更早獲得魔杖的人，暗中協助美炭處刑法律沒法制裁的犯罪者，直到有一天只留下一句留言便失去跡影，生死不明，後被證實成為管理員「拾陸」。武器為大斧頭，能夠一瞬間把多位魔法少女的上下身都斬斷，洞察力極強，看破魔法少女對時間停頓的依賴。給予在人類時雹花所使用的槍型魔杖，相對而言為現任「漆」的創造者。其斧頭亦能夠累積一定能量，並產生能夠把整棟大廈瞬間毁滅的破壞力。暴風雨前夕，和其他管理員與彩等人進行最終決戰，利用「分身」解除了彩的槍擊，亦斬傷了紗里奈。但因其瀕死間利用防禦魔杖封著自身與貮的行動，最終給彩機會從空間拉出屬於其人類時的軀殼，並顯露出美炭露易絲的身軀。

#### 动画和漫画中出现的魔杖
手枪型
能力是传送，能将人或物品传送到其他地方，在漫画版中，小彩提升后，能将记忆和寿命转移到其他人身上。
智慧型手机型
能将时间暂停，在手机上输入名字的话，那个人能和持有者一起行动。
奴村在狩猎拾的时候，为了让小彩救下其他人而使用魔杖，结果壮烈牺牲。

### 魔法少女網站
王（聲：能登麻美子）
原名為"零"，先人類之王，因一次被人類奪取了神的寶座，醒來失去除名字外所有記憶，後成為「作為保護地球的魔法少女」，並透露人類和地球互恵互利的關係。但因為人類過分揮霍，對地球毫不感恩。最後決定召喚「暴風雨」清洗人類所有負面感情，以利用少女使用魔杖「消耗生命」這條件底下，產生的「不」之情感為發動暴風雨的能量，並給予人類三年的時間「即三年後的8月11號」，若果在這個日期前，「不」之情感無法達到召喚暴風雨的水平，就會給人類就繼續生存下去的權利，否則將會被「新人類」取代。三年間是為了「寬恕人類」而施行。在暴風雨期間，中斷人類所有電子及通訊系統，並在東京市中心召喚「地球之宮」，發動「人類總受精」。
真正身份是前作《末日的魔法少女》的最終反派黑呂木零，敗給兒上貴衣後，奪取了地球之核的身體。最後被轉換性別的湖村花夜消滅。
網站管理人·壹（聲：安里勇哉）
無臉男。穿著軍服、是網站管理人的首領，拥有100种能力，在漫画版中出现了召唤光剑和破坏时间流动的能力，原本只是作為神秘組織的某位人型AI，並於二週目中發動人工智能戰爭，不足兩天便毀㓕了地球，但後被王阻止，因為地球必須存在「人類」，導致最後只剩下一位人型AI，該為「壹」。網路出現後被王賜予能力和身體為其所用，名字取其為王原本的名字"零"的順位數"壹"，所以命名為網站管理人壹存在。
網站管理人·貳（聲：悠木碧）
賜予愛麗絲魔杖的魔法少女網站管理人。有著一口關西方言、穿著中學男性學生服、戴上火男面具的少年。武器是手刃。
第一代在第一部49話被斬殺後發現為名叫越智沈果（おち しずか）的魔法少女。第二部第27話登場下一代「貳」，能力是把一定範圍時間停止。而在第70話被彩剝離後證實為露乃。
網站管理人·陸（聲：小杉十郎太）
戴着鬼面具，还帮着麻花辫子，能力是黑色火焰，把火焰碰到的东西慢慢烧掉。
在漫画版第36话狩猎漆的时候被反杀，上半身直接消失。
網站管理人·漆（聲：中尾隆聖／川澄綾子(長月雹花)）
賜予彩等人魔杖的魔法少女網站管理人。外表為昭和時代的女孩打扮、有著獨特的說話方式，武器是它的手指槍。在漫畫第二部29話透露本來是長月雹花，並因安條磯子的介入下，保留些少人類時的記憶，後被王认定是不需要的，结果在陸和拾伍追殺朝雾要時，將管理員們反殺。亦把「世界即將在十天後終結」告诉给朝雾要，因「黃金井市少女命案事件」目睹三位少年使用魔杖，並對「王」產生了傷害，所以需要朝雾要和美炭貴一郎一同使用魔杖攻擊「王」。现在的处境是被壱追杀，结果被安条使用摇铃型魔杖，扭曲空间逃到山洞里面，成功获救。暴風雨中，在眾人前出現，並透過槍型魔杖把網站一切真相告知眾人，表示自己要成為「神」。
動畫版最後長月雹花只是變成一個巨大眼球的意念體，出現在奴村的幻覺中。
網站管理人·捌（聲：絆愛）
賜予小雨等人魔杖的魔法少女網站管理人。有著一口京都方言，穿著巫女服，武器是日本刀。能面蓋住它的臉部，此外它能夠將自己無數分裂。
動畫版要回收魔杖時不小心中計，被斬殺後實為一名不知其名的魔法少女。
網站管理人·拾（聲：小西克幸）
一个胖子，在第一部漫画版中使用声音的能力击倒了偷袭他的少女们，被认为是美碳刑警的第二个妹妹，露易丝，魔杖是笛子，能力貌似是声音。
網站管理人·拾伍（聲：富士葵）
一個穿著女性上班族服裝，臉上纏著繃帶的管理人。

### 朝霧家
朝霧要（聲：岡本信彥）
彩的哥哥，三陽堂院高中二年級。成績優秀，但因為父親對自己過高的期望產生巨大壓力，靠虐待妹妹來緩解精神疲勞。認為除了自己以外的人都是垃圾，並自詡為神。
之後得到虹海的魔杖，在除掉前來尋仇的直戶圭介外並對付了其餘魔法少女，被瀕死的虹海用碎玻璃杯刺傷喉嚨，死前本想用小雨的魔杖治療，卻遇到透明人干擾，事後被美炭刑警囚禁被當成性奴對待。待了幾天後用束縛自己的鎖把美炭貴一郎打昏倒地，逃離之後昏倒在路上被民眾報警送醫，當時手上還緊握虹海持有的內褲魔杖「魔服」。

### 高織中學
貝島惠理香（聲：喜多村英梨）
彩的同班同學，常與紗理奈霸凌彩來取樂。但在一次請了學長荒井翔太（聲：山本祥太）性侵彩時，彩情急之下使用了魔杖，與學長被傳送到鐵路上，遭斃輾而死亡。
川野愛（聲：清水彩香）
彩的同班同學，常與紗理奈霸凌彩來取樂。後來在一次又一次見到好友的死亡與重傷而精神崩潰。

### 其他人物
美炭貴一郎（聲：鈴木達央）
28歳。警視廳的刑事，是禍沼愛麗絲的哥哥，右側留著不對稱的水色般的頭髮的特徴，是一名外貌俊美、容姿端麗的美男子。實際上是與網站管理人·漆有聯繫的合作者。為同性戀者。
藉著自身優勢將朝霧要囚禁當成性奴對待。幾天後被要用束縛的鎖打昏倒地。
直戶圭介（聲：安里勇哉）
穴澤虹海的狂熱粉絲，在便利店打工。是國民性偶像團體“愛玩小狗”的大粉絲，因為過度迷戀虹海，借高利貨購買虹海的周邊同時積欠房租。接著因虹海停止一切偶像活動，又看到虹海與朝霧要的互動而險些自殺，並計畫尋仇。但最後被朝霧要用虹海的魔杖殺害。
小田野總二（聲：佐藤健太郎）
殺死奴村露乃雙親的強盜犯，在奴村獲得魔法少女的力量後，被找到後被囚禁在家折磨，將其虐待拷問。最後被雫芽紗理奈使其魔杖的波及砍成兩半死亡。

## 出版書籍
魔法少女網站
| 集數 | 秋田書店      | 秋田書店               | 東立出版社    | 東立出版社             |
| 集數 | 發售日期      | ISBN                   | 發售日期      | ISBN                   |
| ---- | ------------- | ---------------------- | ------------- | ---------------------- |
| 1    | 2014年3月7日  | ISBN 978-4-253-22401-7 | 2015年10月2日 | ISBN 978-986-431-594-9 |
| 2    | 2014年9月8日  | ISBN 978-4-253-22402-4 | 2016年4月22日 | ISBN 978-986-431-595-6 |
| 3    | 2015年3月6日  | ISBN 978-4-253-22403-1 |               |                        |
| 4    | 2015年11月6日 | ISBN 978-4-253-22404-8 |               |                        |
| 5    | 2016年4月8日  | ISBN 978-4-253-22405-5 |               |                        |
| 6    | 2016年9月8日  | ISBN 978-4-253-22406-2 |               |                        |
| 7    | 2017年9月8日  | ISBN 978-4-253-22407-9 |               |                        |
| 8    | 2018年1月5日  | ISBN 978-4-253-22408-6 |               |                        |
| 9    | 2018年3月8日  | ISBN 978-4-253-22409-3 |               |                        |
| 10   | 2018年5月8日  | ISBN 978-4-253-22410-9 |               |                        |
| 11   | 2018年8月8日  | ISBN 978-4-253-22411-6 |               |                        |
| 12   | 2018年11月8日 | ISBN 978-4-253-22412-3 |               |                        |
| 13   | 2019年2月8日  | ISBN 978-4-253-22413-0 |               |                        |
| 14   | 2019年5月8日  | ISBN 978-4-253-22414-7 |               |                        |
| 15   | 2019年8月8日  | ISBN 978-4-253-22415-4 |               |                        |
| 16   | 2019年10月8日 | ISBN 978-4-253-22416-1 |               |                        |

魔法少女網站Sept
- 佐藤健太郎（原作）、宗我部利典（作畫）秋田書店〈少年Champion Comics Tap!〉全2卷

| 集數 | 秋田書店      | 秋田書店               |
| 集數 | 發售日期      | ISBN                   |
| ---- | ------------- | ---------------------- |
| 1    | 2018年4月6日  | ISBN 978-4-253-22901-2 |
| 2    | 2018年11月8日 | ISBN 978-4-253-22902-9 |

## 電視動畫
2017年9月8日發售的漫畫第7卷發表了電視動畫化的消息、2018年4月由每日放送「Animeism」B2頻道放送預定。

### 製作團隊
- 原作：佐藤健太郎[29][30]
- 監督：松林唯人[29][30]
- 系列構成：伊神貴世[29][30]
- 人物設計：澀谷秀[27][30]
- 網站管理人設計：岩永悦宜[30]
- 候補人物設計：久留米東[30]
- 道具設計：小澤圓[30]
- 美術監督：秋葉みのる[30]
- 色彩設計：のぼるはるこ[30]
- 攝影監督：山根裕二郎[30]
- 編輯：岡祐司[30]
- 音響監督：納谷僚介[30]
- 音樂：井内啓二[31][30]
- 音樂制作：Avex Pictures[30]
- 動畫製作：production dóA[29][30]
- 製作：「魔法少女網站」製作委員會[30]

### 主題曲
片頭曲「Changing point」
填詞：前澤希，作曲、編曲：南田健吾，主唱：i☆Ris
第十話為中尾隆聖主唱。
片尾曲

填詞：，作曲、編曲：佐藤陽介，主唱：山崎遙
「♡」（第3話）
填詞：lotta，作曲、編曲：黑須克彦，主唱：芹澤優
插入曲（第8話）
填詞：lotta，作曲、編曲：黑須克彦，主唱：大野柚布子

### 各話列表
| 話數   | 日文標題    | 中文標題       | 劇本       | 分鏡       | 演出                     | 作畫監督                                                                           | 總作畫監督      |
| ------ | ----------- | -------------- | ---------- | ---------- | ------------------------ | ---------------------------------------------------------------------------------- | --------------- |
| 第1話  |             | 魔法少女網站   | 伊神貴世   | 松林唯人   | 松林唯人                 | 小澤圓、本田創一 藤木泰史                                                          | 澀谷秀          |
| 第2話  |             | 暴風雨         | 伊神貴世   | 島津裕行   | 山本恭平                 | 寒川步、山中泉 山本恭平、志生野好 石田啟一                                         | 川島尚          |
| 第3話  |             | 公主與毒蘋果   | 伊神貴世   | 大町生     | 板庇迪                   | Yu Min-zi、Park Yu-mi 本多創一、藤木泰史 小澤圓、久保山陽子 河野美由紀、加藤清史郎 | 澀谷秀          |
| 第4話  |             | 繼任者與轉學生 | 關根亞由美 | 山田浩之   | 佐藤美穗                 | 佐藤弘明、Kim Sung ll                                                              | 川島尚          |
| 第5話  |             | 復仇與決心     | 伊神貴世   | 松林唯人   | 追崎史敏                 | 寒川步、山本恭平 秋田英人、谷口繁則 服部益實、森田實                               | 澀谷秀          |
| 第6話  |             | 假象           | 伊神貴世   | 蓮谷トオル | 徐惠真                   | 飯飼一幸、池原百合子 中山和子、菊池一真 小澤圓                                     | 川島尚          |
| 第7話  |             | 戰鬥策略       | 關根亞由美 | 中原禮     | 板庇迪                   | 川口裕子、細田沙織 西尾聰美、中野彰子 Yu Min Zi、Park Yu Mi                        | 澀谷秀 久留米東 |
| 第8話  | Last Summer | 最後一個夏天   | 伊神貴世   | 江副仁美   | 江副仁美                 | 寒川步、本田創一 山本恭平、三輪えり子 小澤圓                                       | 川島尚          |
| 第9話  |             | 神不會棄我而去 | 伊神貴世   | 大黑天     | 球野貴裕                 | 寒川步、谷口繁則 服部益實、森田實 八代紀實子                                       | 澀谷秀          |
| 第10話 | BREAKING    | 突破           | 伊神貴世   | 島津裕行   | 北川正人                 | Yu Min Zi、Park Yu Mi 櫻井木之實、山本徑子 片岡惠美子、南伸一郎 服部憲知           | 川島尚          |
| 第11話 |             | 反叛的女孩     | 伊神貴世   | 淺井義之   | 淺井義之 球野貴裕 徐惠真 | 藤木泰史、石橋友紀惠 山本恭平、寒川步 小澤圓                                       | 澀谷秀          |
| 第12話 |             | 我們並非不幸   | 伊神貴世   | 松林唯人   | 板庇迪 松林唯人          | 寒川步、細田沙織 山本恭平、森悅人 谷口繁則、澀谷秀 小澤圓                          | 川島尚 澀谷秀   |

### 播放電視台
日本深夜動畫：下文記載的日本国内播放時間使用日本標準時間（UTC+9）表示。因為部分時間标识會採用30小时制，因此請留意这类超过24:00的时间，其實際播放時間為翌日清晨。
| 播放期間                                        | 播放時間（UTC+9）    | 播放電視台 | 対象地域   | 備考          |
| ----------------------------------------------- | -------------------- | ---------- | ---------- | ------------- |
| 2018年4月6日 - 6月22日                          | 星期五 25:55 - 26:25 | TBS        | 關東廣域圈 |               |
|                                                 | 星期五 26:25 - 26:55 | MBS        | 近畿廣域圈 | 製作局        |
| 2018年4月7日 -                                  | 星期六 24:30 - 25:00 | BS-TBS     | 日本全域   | BS播放        |
| 2018年4月11日 -                                 | 星期三 22:30 - 23:00 | AT-X       | 日本全域   | CS播放 / 重播 |
| 2018年4月17日 -                                 | 星期二 25:58 - 26:28 | SBS        | 靜岡縣     |               |
| 2018年4月23日 -                                 | 星期一 25:28 - 25:58 | ATV        | 青森縣     |               |
| 每日放送、TBS電視台、BS-TBS『Animeism』B2頻道。 |                      |            |            |               |

- 網路由Amazon Prime Video全球獨佔平台放送預定[27][28]。
- 在中国大陆下架：2018年5月7日，优酷动漫在其官方微博称“由于不可抗因素，《魔法少女网站》下线，后续也不会更新。”[34]

### 網路廣播
朝霧彩飾大野柚布子與奴村露乃飾茜屋日海夏於Web Radio上的宣傳標語『「魔法少女サイト」とある不幸な少女たちのラジオ』2018年4月5日開始HiBiKi Radio Station隔週星期四配信中。

### BD與DVD
| 卷數 | 發售日期      | 收錄話數        | 產品規格編號 | 產品規格編號 |
| 卷數 | 發售日期      | 收錄話數        | BD初回版     | DVD初回版    |
| ---- | ------------- | --------------- | ------------ | ------------ |
| 1    | 2018年6月29日 | 第1話 - 第2話   | GNXA-2101    | GNBA-2701    |
| 2    | 2018年6月29日 | 第3話 - 第4話   | GNXA-2102    | GNBA-2702    |
| 3    | 2018年7月27日 | 第5話 - 第6話   | GNXA-2103    | GNBA-2703    |
| 4    | 2018年7月27日 | 第7話 - 第8話   | GNXA-2104    | GNBA-2704    |
| 5    | 2018年8月31日 | 第9話 - 第10話  | GNXA-2105    | GNBA-2705    |
| 6    | 2018年8月31日 | 第11話 - 第12話 | GNXA-2106    | GNBA-2706    |

## 外部連結
- Champion tap!魔法少女網站 （页面存档备份，存于）（日語）
- Champion tap! 魔法少女網站Sept （页面存档备份，存于）（日語）
- 電視動畫《魔法少女網站》官方網站 （页面存档备份，存于）（日語）
- 電視動畫《魔法少女網站》官方的X（前Twitter）（日語）